# Tropicalisme
El moviment Tropicàlia o Tropicalisme, va ser un moviment cultural brasiler, principalment musical, actiu els darrers anys de la dècada dels 1960. Hi participaren, entre d'altres, Caetano Veloso, que en va ser el principal impulsor, Gilberto Gil, Gal Costa, Torquato Neto, Os Mutantes, Tom Zé i, fora del camp musical, l'artista plàstic Hélio Oiticica, el cineasta Glauber Rocha o l'artista teatral José Celso Martinez Corrêa. Va ser contemporani i comparable al moviment hippie, però amb un ideari més concret i sòlid, i al maig del 68 francès, però menys polític. Influïts pel pop-rock i pels modernistes brasilers dels anys 20, irreverents i informals, els tropicalistes van sacsejar la mentalitat estanca i benpensant del Brasil, intentant conciliar pols antagònics: arcaic/modern, nacional/estranger, cultura d'elit/cultura de masses, èpica/lírica, polític/individual. Van ser també els introductors de la guitarra elèctrica en el context de la MPB (Música Popular Brasilera). El moviment va acabar abruptament a mans del règim militar, però va marcar irremissiblement la música i la cultura brasileres posteriors, i el seu rastre ha passat a formar part de la imatge del Brasil tant a l'interior com a l'exterior del país.
Són emblemes del moviment la cançó de Caetano Veloso Tropicália i el seu disc-manifest Tropicália ou panis et circensis (en el qual, d'altra banda, no figura la cançó), amb participació de Caetano Veloso, Gilberto Gil, Nara Leão, Gal Costa, Os Mutantes, Tom Zé.

## Història
El moviment té el seu origen en les reflexions estètiques d'un grup d'artistes bahians residents a Rio de Janeiro, al casalot Solar da Fossa: Caetano Veloso, Gilberto Gil, Maria Bethânia, Torquato Neto, Rogério Duarte, i l'empresari Guilherme Araújo. Es plantejaven la necessitat d'universalitzar la música brasilera, en un context marcat pel rebuig nacionalista de qualsevol influència estrangera, tot defugint les imitacions i les còpies. L'any 1967 es traslladaren a São Paulo, on van entrar en contacte amb Tom Zé, músic d'origen bahià que ja coneixien dels seus inicis a Salvador, i amb Os Mutantes, i reberen el suport dels poetes concretistes.
L'any 1967 es presentaren al III Festival de Música Popular Brasilera, organitzat per TV Record a São Paulo, Caetano Veloso (interpretant "Alegria, Alegria") i Gilberto Gil amb Os Mutantes ("Domingo no Parque"). Arran del festival, saltaren a la ràdio i es llançaren els primers singles i LP tropicalistes, incloent-hi la cançó Tropicália. L'any següent, les eliminatòries del festival de cançó de la Rede Globo acabaren en escàndol per la incomprensió i animadversió cap als tropicalistes del jurat i d'una part del públic – tant el conservador com el progressista. Durant la cançó Proibido proibir, escridassat per la platea, Caetano Veloso es va interrompre i va llançar un encès discurs: "...Som aquí per acabar amb tota la imbecil·litat que regna al Brasil! (...) Aquesta és la joventut que vol prendre el poder? Si resulteu en política com sou en estètica, estem perduts...". El mateix any es publicà el ja esmentat disc-manifest Tropicália ou panis et circensis.
Coherents amb el seu interès per empeltar la cultura de masses en els seus plantejaments estètics radicals, els tropicalistes van tenir també una important activitat a la televisió. Van participar en diverses edicions del xou Discoteca do Chacrinha, un dels més populars del Brasil, i Caetano i Gilberto Gil van conduir el programa Divino maravilhoso de la cadena Tupi TV. L'ambient anàrquic del programa, així com l'actuació de Caetano embolicat en una bandera brasilera a la discoteca Sucata de Rio de Janeiro provocà la suspensió del programa i la detenció de Caetano Veloso i Gilberto Gil a finals del 1968. Després d'un mes d'incomunicació van ser sotmesos a un judici sense acusacions concretes, que va desembocar amb el seu exili a Londres, d'on no tornarien fins al 1972. Això mostrà a la resta de tropicalistes la sort que els amenaçava, i va representar la fi del moviment. Nara Leão marxà a París i Torquato Neto a Nova York. Gal Costa va continuar en els seus primers discos amb el repertori tropicalista i amb les noves produccions de Caetano des de l'exili, com l'emblemàtica London, London, per decantar-se després cap a un registre més popular i carnavaler. Tom Zé, amb les seves cançons concretistes, Caetano i Gil des de l'exili i al seu retorn, van continuar amb la mateixa línia però més com franc-tiradors. Os Mutantes van virar cap al rock experimental i progressiu i van acabar desintegrant-se.
La línia tropicalista va ser represa als anys 1980 per artistes com Arrigo Barnabé, Tetê Espíndola, Itamar Assumpção i els grups Rumo i Premeditando o Breque, però sense la mateixa difusió i impacte social.

## Influències: moviment antropofàgic, cultura pop, concretisme
Antropofàgia
Els artistes del moviment antropofàgic o modernistes (Mário de Andrade, Tarsila do Amaral, Oswald de Andrade, Anita Malfatti, durant les dècades de 1920 i 1930), van ser l'expressió brasilera del surrealisme i el dadaisme. Es proposaven "digerir" la cultura exportada per Europa i els EUA i "regurgitar-la" un cop fusionada amb la cultura popular i la identitat brasilera. Al mateix temps, intentaven "definir la cultura nacional" com un conjunt heterogeni i amb una diversitat enriquidora, a la qual calia integrar la pròpia reelaboració de les esmentades influències exteriors. Aquest fou també l'objectiu dels tropicalistes.
Cultura Pop
La proposta antropofàgica s'interessava tan sols en la "digestió" de la cultura erudita. Els tropicalistes, en canvi, donaven la mateixa importància a les referències estètiques populars, incloent-hi el nou concepte de cultura pop. Van ser influïts pel rock (el de Bob Dylan, els Beatles i Jimmy Hendrix, no pas el d'Elvis), per la psicodèlia i el pop art, i van reflectir al Brasil algunes de les discussions d'artistes com Andy Warhol. De la música brasilera van "digerir" tant la més sofisticada Bossa nova, com els gèneres populars samba i frevo, les més arcaiques i ètniques del sertão nordestino o d'arrel africana, i el rock de matriu anglosaxona de la Jovem Guarda.
Concretisme
El Tropicalisme també beu de la Poesia concreta desenvolupada a partir dels 1950 pels paulistans Augusto de Campos, Haroldo de Campos, Décio Pignatari i altres. El Concretisme rebutjava l'expressionisme i intentava acabar amb la distinció entre forma i contingut, creant un nou llenguatge. El tractament plàstic dels textos de les cançons, amb jocs lingüístics i bromes verbals, comuns a tots els tropicalistes i especialment destacats en l'obra de Tom Zé, és un reflex del Concretisme.

### Topicáliai el seu entorn musical
Durant la dècada de 1960, la innovació en la música popular brasilera presentava quatre grans tendències:
- la primera la formaven artistes procedents o hereus de la Bossa nova, que componien una música relacionada amb la samba i el cool jazz (per exemple, Chico Buarque);
- la segona, alineada amb la Cançó protesta, es negava a acceptar elements de música pop estrangera, en tant que via de l'imperialisme cultural, i entenia la cançó, sobretot, com un instrument de crítica política i social (el més destacat fou Geraldo Vandré);
- un tercer corrent, conegut com a iê-iê-iê o Jovem Guarda, s'interessà pel rock anglosaxó, cantant en portuguès però sense desviar-se musicalment del seu model (els més importants foren Roberto Carlos, Erasmo Carlos i Wanderléia).
- finalment, els tropicalistes es dedicaren a promoure innovacions i experiments estètics. Se’ls va criticar, especialment en els entorns intel·lectuals i dels moviments estudiantils, per "alienats", mancats d'ideal concret i de compromís polític, i per "fer el joc a dictadura". Però de fet, els tropicalistes van fer bandera de la seva desvinculació de les organitzacions polítiques, i reivindicaven el poder de l'experiència estètica en si mateixa com a instrument de canvis de mentalitat i de trencament d'esquemes, i doncs com a instrument personalment i socialment revolucionari.

Amb el pas dels anys, i després de la mort del moviment, se’ls va comprendre i se’n reconegué el paper revulsiu. A més, molts d'ells han continuat al llarg dels anys amb el seu paper de franc-tiradors. D'altra banda, Gilberto Gil ha participat en la política activa i ha estat ministre de cultura en el govern de Luiz Inácio Lula da Silva.

## Noms lligats a Tropicália
Els principals representants del moviment van ser:
- Arto Lindsay, guitarrista i compositor experimental estatunidenc
- Caetano Veloso, cantant i compositor
- Capinam, poeta-lletrista
- Damiano Cozzella, compositor i arranjador
- Gal Costa, cantant
- Gilberto Gil, cantant i compositor
- Glauber Rocha, cineasta
- Guilherme Araújo
- Hélio Oiticica, artista plàstic
- Jorge Ben, cantant i compositor
- Jorge Mautner, cantant, compositor i escriptor
- Júlio Medaglia, compositor i arranjador
- Lanny Gordin, guitarrista i compositor
- Lygia Clark, artista plàstica
- Maria Bethânia, cantant
- Nara Leão, cantant, procedent de la Bossa Nova
- Os Mutantes, banda de músics
- Rogério Duarte, dissenyador, músic i escriptor
- Rogério Duprat, compositor avantguardista, que va escriure els arranjaments de molt temes tropicalistes. Se l'ha definit com el Brian Epstein o el George Martin de la Tropicàlia.
- Sérgio Sampaio, cantant i compositor
- Tom Zé, cantant i compositor
- Torquato Neto, poeta-lletrista i compositor
- Waly Salomão, poeta

## Cançons de Tropicália
Entre altres: 
- "Domingo no parque", (Gilberto Gil)
- "Alegria, alegria" (Caetano Veloso)
- "Tropicália" (Caetano Veloso)
- "Superbacana" (Caetano Veloso)
- "Soy loco por ti América" (Gilberto Gil e Capinam)
- "Marginália 2" (Gilberto Gil e Torquato Neto)
- "Panis et circensis" (Gilberto Gil e Caetano Veloso)
- "Miserere nobis" (Gilberto Gil e Capinam)
- "Lindonéia" (Gilberto Gil e Caetano Veloso)
- "Parque industrial" (Tom Zé)
- "Geléia geral (Gilberto Gil e Torquato Neto)
- "Baby" (Caetano Veloso)
- "Enquanto seu lobo não vem" (Caetano Veloso)
- "Mamãe, coragem" (Caetano Veloso e Torquato Neto)
- "Bat macumba" (Gilberto Gil e Caetano Veloso)
- "Saudosismo" (Caetano Veloso)
- "Não identificado" (Caetano Veloso)
- "Divino, maravilhoso" (Gilberto Gil e Caetano Veloso)
- "2001" (Rita Lee e Tom Zé)
- "São São Paulo" (Tom Zé)
- "Construção" (Chico Buarque)[3]

### Àudio
- "Objeto semi-identificado no país do futuro. Tropicália i post-tropicalisme al Brasil (1967-1976)" Monogràfic dedicat a Tropicália a Ràdio Web MACBA (català)
- Pàgina del festival Tropicália del Barbican Center (Londes), maig 2006. Clips musicals descarregables del principals tropicalistes, articles de premsa Arxivat 2011-04-18 a Wayback Machine.(anglès)
- Culture Shock, s'hi poden escoltar exemples de censura per la dictadura militar de cançons tropicalistes

### Vídeo
- "Brazil, The Tropicalist Revolution" Arxivat 2011-09-29 a Wayback Machine. 2001 Documental 52' (portuguès) (anglès)